# James Griffiths (réalisateur)
Ne doit pas être confondu avec James Griffith.
Pour les articles homonymes, voir James Griffiths et Griffiths.
James Griffths est un réalisateur et producteur britannique, aussi bien de télévision que de cinéma. 
Il est producteur de A Million Little Things, Black-ish, de son spin-off sur Freeform, Grown-ish et aussi réalisateur et producteur exécutif de la série d'ABC, Stumptown.

## Carrière
Griffiths commence sa carrière en réalisant des vidéoclips, puis est réalisateur à la télévision au Royaume-Uni. Griffiths réalise chaque épisode de Free Agents et la première saison d'Episodes.
Griffiths réalise et est producteur exécutif de The Mayor et réalise l'épisode pilote de Cooper Barrett's Guide to Surviving Life et de Up All Night, cela après qu'il a réalisé son premier long métrage Salsa Fury (Cuban Fury) en 2014. Auparavant, son court-métrage The One and Only Herb McGwyer Plays Wallis Island (2006), présenté en première au Toronto Shorts Festival, avait remporté le prix du meilleur court métrage au Festival international du film d'Édimbourg et une nomination aux BAFTA.
En 2019, Griffiths renouvelle son contrat avec ABC Studios pour deux ans supplémentaires, qui comprend un contrat de développement avec sa propre société de production, Fee Fi Fo Films.

## Filmographie

### Cinéma
- 2014 : Salsa Fury (Cuban Fury)
- Prochainement : The Ballad of Wallis Island (en)

#### Courts-métrages
- 2007 : The One and Only Herb McGwyer Plays Wallis Island (en)

### Télévision

#### Téléfilms
- 2010 : Royal Wedding
- 2016 : Charity Case (également producteur exécutif)
- 2020 : Delilah

#### Séries télévisées
- 2004 : Top Buzzer (en) (4 épisodes)
- 2005 : Favouritism (1 épisode)
- 2009 : Free Agents
- 2011 : Episodes (7 épisodes)
- 2011 - 2012 : Up All Night (5 épisodes)
- 2014 - 2017 : Black-ish (4 épisodes)
  - Producteur exécutif pour le pilote
- 2015 : Galavant (1 épisode)
- 2016 : Cooper Barrett's Guide to Surviving Life (6 épisodes)
  - Producteur exécutif pour 8 épisodes
- 2016 - 2018 : Wrecked : Les Rescapés (4 épisodes)
  - Producteur exécutif pour le pilote
- 2017 : The Mayor (4 épisodes)
  - Producteur exécutif pour 13 épisodes
- 2018 - 2019 : A Million Little Things (8 épisodes)
  - Producteur exécutif pour 17 épisodes
- 2019 : Stumptown (2 épisodes)
  - Producteur exécutif pour le pilote
- 2021 : Les Petits Champions : Game Changers (2 épisodes)
  - Producteur exécutif pour le pilote
- 2023 : Maternal (en) (2 épisodes)
  - Producteur exécutif pour 6 épisodes
- 2024 : Meurtres et Autres Complications (2 épisodes)

- Prochainement : Epic (pilote)

## Nominations et récompenses

### Nominations
- Festival de la Rose d'or (2009) : 
  - Rose d'Or de la meilleure sitcom pour Free Agents, partagé avec Nira Park (en) et Chris Niel.

### Récompenses
- Festival international du film d'Édimbourg (2007) : 
  - Meilleur court-métrage britannique pour The One and Only Herb McGwyer Plays Wallis Island (en), partagé avec Tom Basden (en) et Tim Key.